# Степанов, Михаил Петрович (полный кавалер ордена Славы)
Михаил Петрович Степанов (1921-1984) — старший сержант Советской Армии, участник Великой Отечественной войны, полный кавалер ордена Славы.

## Биография
Михаил Петрович Степанов родился 29 ноября 1921 года в деревне Большие Речицы (ныне — Гдовский район Псковской области). После окончания начальной школы работал мотористом.
8 июня 1942 года Степанов был призван на службу в Рабоче-Крестьянскую Красную Армию. С октября того же года — на фронтах Великой Отечественной войны. Участвовал в Сталинградской и Курской битвах, битве за Днепр, освобождении Украинской ССР, Польши, боях в Германии, освобождении Чехословакии. Два раза был ранен. Многократно отличался в боях. К 1944 году командовал отделением 109-го отдельного гвардейского сапёрного батальона 95-й гвардейской стрелковой дивизии 34-го гвардейского стрелкового корпуса 5-й гвардейской армии.
В ночь с 5 на 6 февраля 1944 года в районе села Владимировка Великовисковского района Кировоградской области Украинской ССР отделение Степанова осуществляло прикрытие переднего края 287-го гвардейского стрелкового полка. За десять выходов, перемещаясь под шквальным вражеским огнём по-пластунски, он установил 34 противотанковые мины. За это Степанов был удостоен ордена Славы 3-й степени.
С августа 1944 года Степанов сражался на Сандомирском плацдарме. За время почти полугодовых боёв вверенное ему подразделение установило 3400 противотанковых и 4220 противопехотных мин. При подготовке к наступлению в январе 1945 года сапёры под командованием Степанова проделали 2 прохода в минных полях и проволочных заграждениях, дав возможность пройти танкам и стрелкам. При продвижении вперёд Степанов лично захватил в плен 6 вражеских солдат. За это он был награждён орденом Славы 2-й степени.
В боях на Одере отделение Степанова обеспечивало переброску десантных групп на плацдарм на его западном берегу. Только за одну ночь сапёры выполнили 48 рейсов, переправив около 500 человек личного состава и 24 артиллерийских орудия на конной тяге. За это Степанов был представлен к званию Героя Советского Союза, но командование снизило статус награды до ордена Отечественной войны 1-й степени.
24 марта 1945 года при прорыве немецкой обороны под городом Штреленом (ныне — Стшелин, Польша) отделение Степанова проделало 4 прохода в немецких минных полях и проволочных заграждениях, что позволило беспрепятственно пройти стрелковому полку с приданными артиллерийскими подразделениями. Продвигаясь вперёд, сапёры установили 3 минных противотанковых поля. 27 июня 1945 года Указом Президиума Верховного Совета СССР Степанов был удостоен ордена Славы 1-й степени.
В апреле 1947 года Степанов был демобилизован. Проживал в селе Ямм Гдовского района Псковской области, работал в местном дорожном ремонтно-строительном управлении. Умер 8 мая 1984 года, похоронен на кладбище села Ямм.

## Награды
- Орден Красного Знамени (28.04.1944);
- Орден Отечественной войны 1-й степени (12.04.1945);
- Орден Красной Звезды (25.10.1943);
- Орден Славы 1-й степени (27.06.1945);
- Орден Славы 2-й степени (16.02.1945);
- Орден Славы 3-й степени (22.02.1944);
- Медаль «За отвагу» (12.01.1943) и другие медали.

## Память
- В честь Степанова названа улица в селе Ямм.